# Brasero (logiciel)
Pour les articles homonymes, voir Brasero (homonymie).

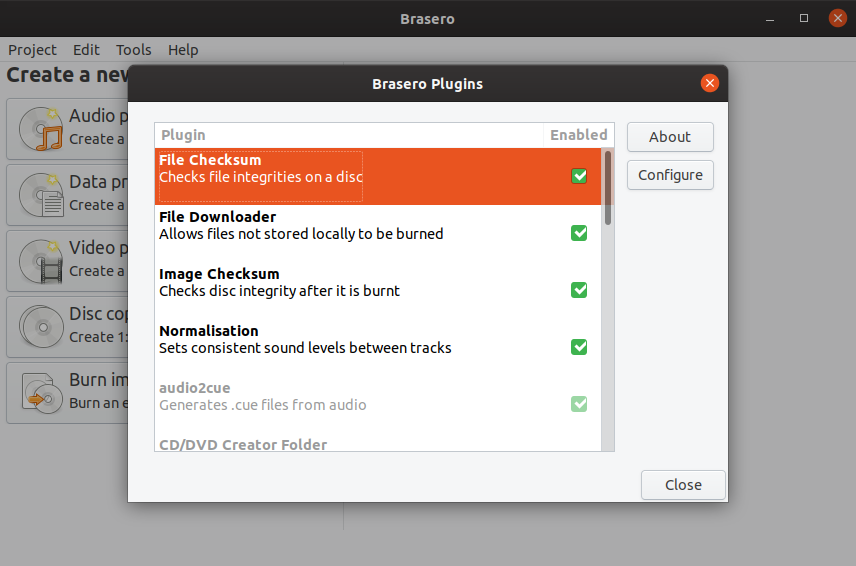
La fenêtre de gestion des plugins de Brasero.

Brasero est un logiciel libre de gravure pour CD/DVD basé sur l’environnement de bureau GNOME, pour lequel il est le graveur par défaut. Il possède une interface graphique, utilise la bibliothèque à sources ouvertes libburn et est distribué sous la licence GPL.

## Caractéristiques
- CD/DVD de données[2]
  - Support de l'édition du contenu du disque (supprimer, déplacer, renommer dans les répertoires)
  - Peut graver des CD/DVD de données à la volée
  - Filtrage automatique des fichiers non-désirés (fichiers et répertoires cachés, perdus/récursifs liens symbolique, les fichiers non conformes au standard CD Joliet, ...)
  - Supporte le multisession
  - Supporte l'extension Joliet
  - Peut écrire l'image sur le disque dur
- CD Audio
  - Écrit des informations CD-Text (fonctionne automatiquement, grâce à GStreamer)
  - Supporte l'édition des informations CD-Text
  - Peut copier des CD audio à la volée
  - Peut utiliser tous les fichiers audio pris en charge par l'installation locale de GStreamer (Ogg, FLAC, MP3, etc.)
  - Peut rechercher à l'intérieur des fichiers audio donnés répertoires
- Copie de CD/DVD
  - Peut copier un CD/DVD dans le disque dur
  - Peut copier des CD/DVD à la volée
  - Supporte des données session des DVD
  - Supporte tout type de CD
- Autres
  - Supprime le contenu des CD/DVD
  - Peut enregistrer/charger les projets
  - Peut graver des images de CD/DVD et des fichiers séparés
  - Aperçu des sons, image et vidéo
  - Détection du matériel, grâce à  Couche d'abstraction matérielle
  - Notification de modification de fichier (requiert un noyau de système d'exploitation supérieur à la version 2.6.13)
  - Une interface d'utilisateur modifiable (quand est utilisé avec la GDL)
  - Supporte le glissé-posé / copié-collé depuis Nautilus (gestionnaire de fichiers GNOME) (et d'autres applications)
  - Peut utiliser des fichiers sur un réseau aussi longtemps que le protocole est géré par Gnome-VFS
  - Peut rechercher des fichiers, merci à Beagle (la recherche est basée sur les mots-clés ou l'extension du fichier)
  - Peut afficher une liste de lecture et son contenu (notez que des listes de lecture sont automatiquement recherchées par le biais de Beagle)
  - Toutes les entrées-sorties disque sont faites de façon asynchrone (non simultanément) pour empêcher le blocage de l'application
  - Brasero était l'application de gravure de CD/DVD par défaut dans Ubuntu 8.04. Il intègre GNOME à compter de la version 2.26